# Afrikaanse boompadden
Afrikaanse boompadden (Nectophryne) zijn een geslacht van kikkers uit de familie van de padden (Bufonidae). De groep werd beschreven door Reinhold Wilhelm Buchholz en Wilhelm Peters in 1875.
Afrikaanse boompadden danken hun naam aan het feit dat ze de eieren in bomen afzetten, in tegenstelling tot vrijwel alle andere padden. Alleen met water gevulde holtes in bomen worden gebruikt, en hierin ontwikkelen zich de kikkervisjes. Van Nectophryne afra is bekend dat de mannetjes de eieren bewaken.
Er zijn twee soorten die voorkomen in delen van Afrika en leven in de landen Congo-Kinshasa, Equatoriaal-Guinea, Gabon, Kameroen en Nigeria.

## Soorten
- Nectophryne afra
- Nectophryne batesii

Adenomus · 
Altiphrynoides · 
Amazophrynella · 
Anaxyrus · 
Ansonia · 
Atelopus · 
Barbarophryne · 
Blythophryne · 
Bufo · 
Bufoides · 
Bufotes · 
Capensibufo · 
Churamiti · 
Dendrophryniscus · 
Didynamipus · 
Duttaphrynus · 
Epidalea · 
Frostius · 
Ghatophryne · 
Incilius · 
Ingerophrynus · 
Laurentophryne · 
Leptophryne · 
Melanophryniscus · 
Mertensophryne · 
Metaphryniscus · 
Nannophryne · 
Nectophryne · 
Nectophrynoides · 
Nimbaphrynoides · 
Oreophrynella · 
Osornophryne · 
Parapelophryne · 
Pedostibes · 
Pelophryne · 
Peltophryne · 
Phrynoidis · 
Poyntonophrynus · 
Pseudobufo · 
Rentapia · 
Rhaebo · 
Rhinella · 
Sabahphrynus · 
Schismaderma · 
Sclerophrys · 
Strauchbufo · 
Truebella · 
Vandijkophrynus · 
Werneria · 
Wolterstorffina · 
Xanthophryne